# Arrondissement de Tivoli
L'arrondissement de Tivoli est  une ancienne subdivision administrative française du département de Rome créée en 1809 et supprimée en 1814, lors de la chute de l'Empire.

## Historique
La subdivision est créée le 15 février 1809[réf. nécessaire] dans le cadre de la nouvelle organisation administrative mise en place par Napoléon Ier en Italie.
M. A. Ruspoli en est le sous-préfet en 1812 et 1813.
L'ensemble des unités administratives françaises de l'Italie est officiellement supprimé par le traité de Paris en mai 1814.

## Composition
L'arrondissement de Tivoli comprenait les cantons de Anticoli Corrado, Olevano Romano, Palestrina, Palombara Sabina, Poli, Subiaco, Tivoli et Vicovaro.